# Ahar (Udaipur)
Ahar és una ciutat del Rajasthan, districte d'Udaipur, a l'oest de la ruïnes de l'antiga Ahar. El 1901 tenia 981 habitants. Es troba a uns 3 km d'Udaipur (Rajasthan). S'hi va fer la primera excavació que va localitzar la civilització d'Ahar (identificada amb la cultura dels tamravats o tambavati). En diverses excavacions s'han trobat poteria, objectes de ferro, antiguitats, objectes d'art, monedes de coure i altres; les troballes s'exhibeixen al Museu, i totes són anteriors al 1700 aC.
En aquesta ciutat es troba el Mahasati (lloc de cremació), amb un conjunt de 19 cenotafis reials. Després de sortir de Chitor, la família reial va agafar aquesta ciutat com a lloc d'incineració dels seus membres i diversos maharanes amb les seves vídues (maharanis) foren cremats en aquest lloc i se'ls va construir esplèndids cenotafis en la seva memòria; n'hi ha dinou, i el més espectacular és el del maharana Amar Singh (1597-1620) que fou el primer a ser cremat a Ahar. El seu fill i successor Karan Singh li va construir un cenotafi (chattri) de marbre al lloc on fou cremat; excel·lents i exòtiques escultures i frisos adornen també els cenotafis de les maharanis d'Amar Singh que van fer el sati (cremació voluntària) en el funeral del marit. El més modern és el de Swarup Singh, construït el 1861 i que fou cremat amb les seves 21 vídues, i és també un dels més notables. Els més interessant fora dels indicats són els de Sangram Singh II (cremat el 1734 amb 21 vídues), Sajjan Singh, Fateh Singh, Bhupal Singh i Bhagwat Singh.
Tots els cenotafis són de marbre blanc procedent de Rajnagar i Kankroli al nord d'Udaipur. Cada cenotafi té la imatge de Xiva entre d'altres i una pedra amb el nom del sobirà i les seves vídues que van fer el sati.
El cenotafis foren restaurats als anys noranta del segle passat per Arvind Singh, que té el títol de maharajà de Mewar, sota la direcció de l'home de negocis Saktawat Rawat Surendra Singh de Bohera.
Proper als cenotafis (en direcció a les ruïnes dels temples) hi ha el Gangod Bawa Kund, que segons la creença popular servia com a reserva sagrada d'aigua (kund) que s'omplia amb la que venia d'un riu soterrani que era una veta del Ganges; proper també hi ha el cenotafi que probablement correspon a Gandharva Sen, germà de Vikramaditya de Malwa. Finalment dos dipòsits un dels quals en un pavelló central amb un lingam de Xiva i l'altra amb imatges de Brahma i Surya del segle x.
Hi ha també un Museu del Govern o Museu Arqueològic (està administrat pel Department of Archaeology and Museums de Rajasthan) prop dels cenotafis, on s'exhibeixen els materials de les excavacions. Entre les seves peces hi ha un Buda metàl·lic del segle x i una imatge de Surya del segle x. En la col·lecció d'estàtues hindús destaca la de Vixnu Nag Nathan del període medieval, envoltada de serps.